# Marie-Joséphine de Savoie
Pour les articles homonymes, voir Louise de Savoie (homonymie) et Marie-Joséphine.
Titre
Épouse du prétendant
aux trônes de France et de Navarre
8 juin 1795 – 13 novembre 1810
(15 ans, 5 mois et 5 jours)
Signature
Marie-Joséphine-Louise-Bénédicte de Savoie, née le 2 septembre 1753 dans le palais royal de Turin et morte le 13 novembre 1810 à Hartwell House, est une princesse de la maison de Savoie. Par son mariage avec Louis-Stanislas-Xavier de France, elle devient comtesse de Provence. Durant la Révolution, elle était perçue comme étant la légitime reine de France par les royalistes. Morte avant son époux, elle ne le fut ainsi jamais. Elle termina ses jours exilée en Angleterre. 

## Biographie

### Famille

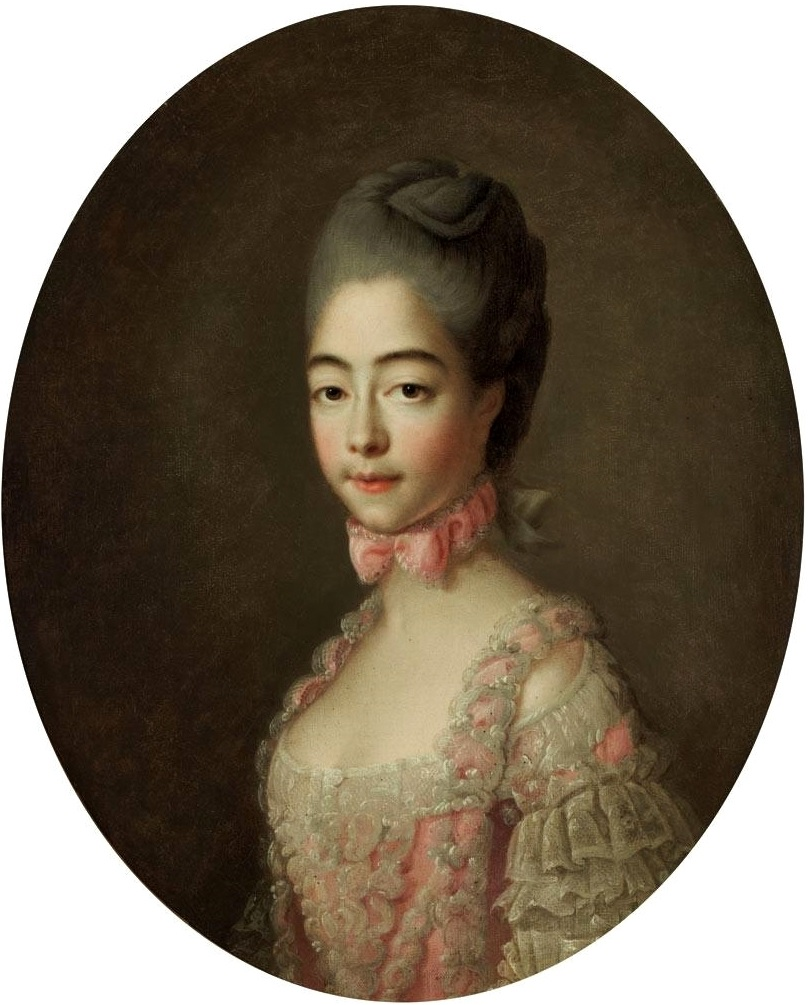
Marie-Joséphine de Savoie, vers 1771.

Fille de Victor-Amédée III de Savoie (1726-1796), roi de Sardaigne, et de Marie Antoinette, infante d'Espagne (1729-1785).
Après la chute du ministère austrophile de Choiseul dont l'action s'était concrétisée en 1770 par le mariage du dauphin de France avec l'archiduchesse Marie-Antoinette, la politique française tend à se rapprocher du royaume de Sardaigne. Pour ce faire, Louis XV marie ses petits-enfants aux enfants du roi Victor-Amédée III de Sardaigne, son cousin germain.
Ainsi Marie-Joséphine devint comtesse de Provence par son mariage le 14 mai 1771 avec Louis-Stanislas-Xavier de France, comte de Provence (1755-1824), futur roi Louis XVIII, tandis que sa sœur Marie-Thérèse de Savoie épouse en 1773 Charles-Philippe de France, comte d'Artois, futur roi Charles X. En 1775, c'est Clotilde de France qui épouse Charles-Emmanuel de Savoie, le frère aîné de Marie-Joséphine et de Marie-Thérèse.
Ces mariages ne furent que peu ou pas prolifiques et, en Sardaigne comme en France, trois frères se succèdent sur le trône avant que leur lignée ne s'éteigne en ligne masculine et que la couronne passe à une branche cadette.

### Comtesse de Provence

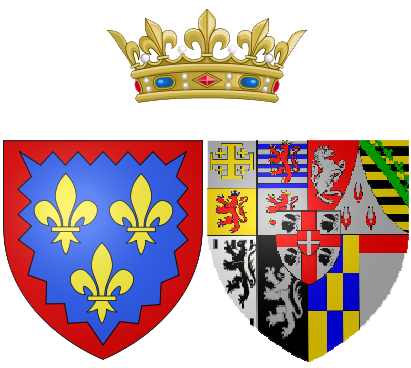
Les armes de la comtesse avant 1795.

La jeune Marie-Joséphine, qui avait 17 ans quand elle arriva en France, fut fort mal traitée par la brillante mais superficielle cour de Versailles qui la jugea laide et dépourvue du « bel esprit ».
Les courtisans trouvent en effet la jeune comtesse bien laide avec ses grands et épais sourcils qui touchait presque les racines de ses cheveux. De plus son hygiène de vie est considérée comme douteuse comme l'affirme l’ambassadeur de Sardaigne en France :

« Non seulement on ne peut obtenir de cette princesse qu’elle se laisse coiffer avec soin, comme ce serait de lui accomplir le front en enlevant les poils follets qui le rétrécissent et font que les sourcils approchent de trop près et se réunissent presque aux cheveux, mais elle ne prend nul soin de sa taille que Son Excellence sait n’être point parfaite. Ce n’est pas tout et ils m’ont dit davantage sur l’article de la propreté. Ils prétendent qu’elle néglige sa bouche, qu’elle ne fait pas assez usage des bains et qu’elle se refuse à […] prévenir par des eaux de senteurs le désagrément des émanations que l’agitation de la danse ou la chaleur ne peuvent manquer de produire. »

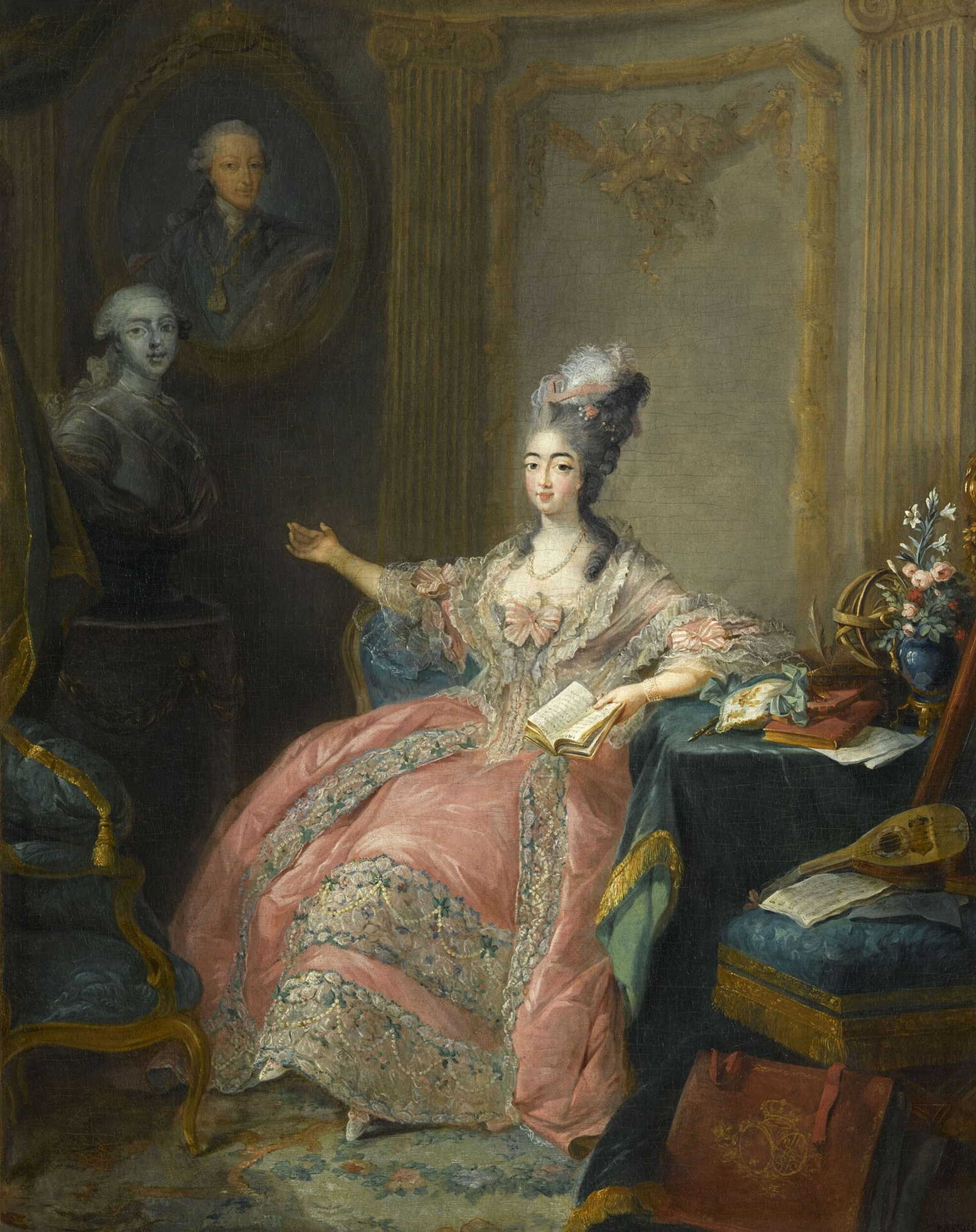
Marie-Joséphine de Savoie, comtesse de Provence, par Jean-Baptiste André Gautier-Dagoty, en 1777.

Son union avec le futur Louis XVIII demeure sans postérité, même si, contrairement à ce que colportèrent les rumeurs, elle a bien été consommée. La comtesse de Provence fit en effet deux fausses couches avérées. Louis-Stanislas la délaissa rapidement, préférant la compagnie de « gens d'esprit » à celle de son épouse.
Nonobstant cette réputation peu flatteuse dans le milieu de la cour, la jeune comtesse de Provence parvint par sa souplesse à louvoyer entre les différentes factions qui déchiraient Versailles. Elle entretint avec sa belle-sœur, la pétillante dauphine Marie-Antoinette, des relations courtoises mais sans chaleur.
En 1774, à l'avènement de son beau-frère Louis XVI, elle devint la seconde dame de France après la reine et reçut suivant l'usage l'appellation « Madame ».

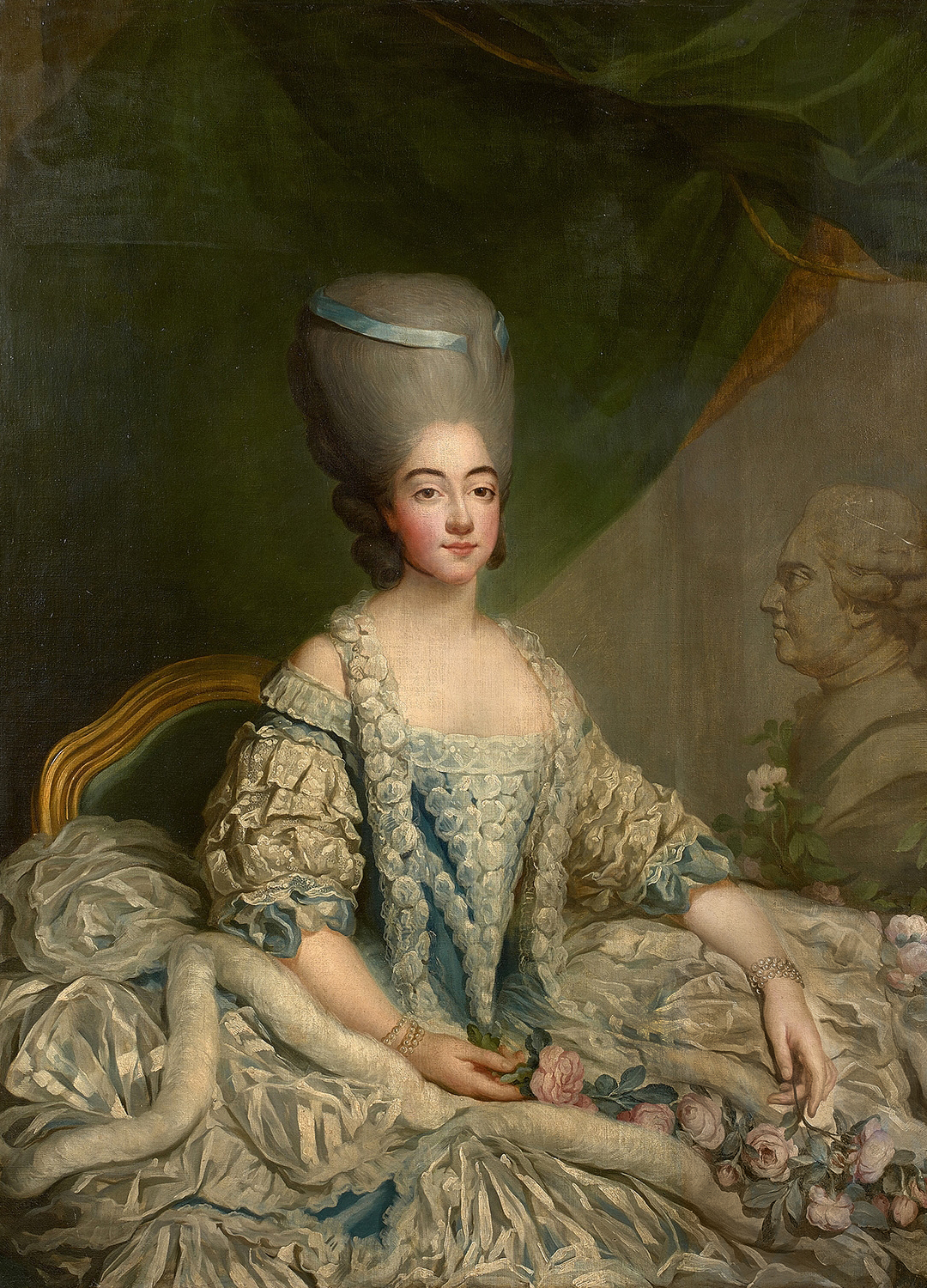
Madame la Comtesse de Provence, par Jean-Martial Frédou, vers 1778.

Sans enfant, sans influence politique, elle intrigua contre la souveraine, mais sans grand succès, tandis que son époux orchestra une véritable campagne de libelles contre la reine.
En 1780, Madame fit l'acquisition dans le quartier de Montreuil à Versailles d'un pavillon appartenant au prince de Montbarrey. Elle y constitua, par une série d'acquisitions, un domaine d'une douzaine d'hectares, le Pavillon Madame, où elle fixa sa résidence principale, loin du tumulte et des médisances de la cour.
Elle y vit de plus en plus isolée et finit par concevoir une passion brûlante pour sa lectrice, Marguerite de Gourbillon, qui fut le véritable amour de sa vie.
Cependant, la Révolution bouleverse la vie et les amours de Marie-Joséphine. Dès 1789, Monsieur et Madame doivent suivre la famille royale à Paris. Ils sont installés au Petit Luxembourg, à côté du palais que le roi avait attribué à son frère au début du règne. S'y sentant captifs, le comte de Provence ne tarde pas à envisager de quitter le royaume, comme son frère Artois l'avait fait dès juillet 1789.
Ainsi, le 21 juin 1791, le comte et la comtesse de Provence émigrent, fuyant la France au cours de la même nuit que la famille royale. À la différence de Louis XVI et de Marie-Antoinette, ils voyagent séparément. C'est en effet aux côtés de Marguerite de Gourbillon que Madame quitte Paris et qu'elle parcourra l'Europe, notamment dans le Saint-Empire puis en Europe de l'Est.

### Épouse du prétendant au trône de France
En 1795, Louis XVII, fils de Louis XVI et de Marie-Antoinette, meurt à la tour du Temple. Le comte de Provence, qui dès 1793 s'était intitulé régent de France, se considère dès lors comme roi de France. C'est la raison qui pousse certains auteurs à la présenter comme la « dernière reine de France »,. 
Cependant, Marie-Joséphine mourut en 1810, auprès des siens en Angleterre, quatre ans avant la Restauration et l'accession au trône effective de son mari : habituellement, elle ne figure donc pas dans la liste des reines de France.
Louis XVIII, dans ses mémoires, édités à Bruxelles en 1833 par Louis Hauman et Compagnie, emploie bien le titre de reine lorsqu'il raconte :

« Cette année 1810 devait (...) m'être défavorable. Elle (...) se termina par (...) la mort de la reine ma femme, expirée à Goldfield-Hall le 13 novembre 1810. Cette excellente princesse, à laquelle nos infortunes m'avaient doublement attaché, les avait supportées avec une magnanimité peu ordinaire : tranquille, lorsque les amis vulgaires s'abandonnaient à leur désespoir, jamais elle ne fit un de ces actes de faiblesse qui abaissent la dignité d'un prince. Jamais non plus elle ne me donna aucune peine d'intérieur, et elle se montra reine dans l'exil comme elle l'aurait été sur le trône. Sa gaieté douce me convenait ; son courage que rien ne pouvait abattre, retrempait le mien ; en un mot, je puis dire de la reine ma femme ce que mon aïeul Louis XIV dit de la sienne quand il la perdit : « Sa mort est le premier chagrin qu'elle m'ait donné ». (...)
La reine, âgée de cinquante-sept ans, eut non seulement tous mes regrets, mais encore ceux de mes proches et de nos serviteurs. La famille royale me prodigua dans cette circonstance une foule d'attentions délicates et soutenues. Elle voulut que les restes de Sa Majesté fussent ensevelies à Londres avec tous les honneurs rendus aux reines de France dans la plénitude de leur puissance. C'est à Westminster que reposent ces chères dépouilles ; puisse la terre leur être légère ! Je suis convaincu que l'âme qui y logeait habite aujourd'hui les régions célestes où elle prie avec les bienheureux de notre famille, pour son époux et pour la France. »

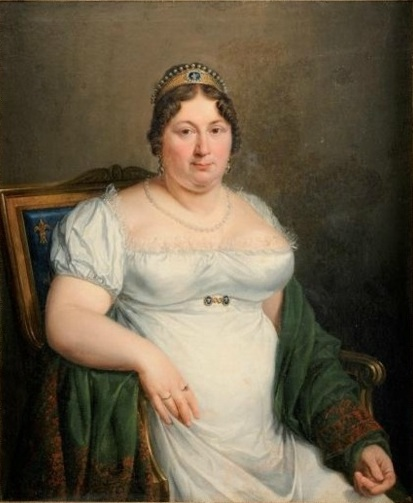
Marie-Joséphine, « reine » en exil.

La « reine » en exil fit d'ailleurs réaliser, à la fin de sa vie, un portrait d'apparat par Marie-Éléonore Godefroid (1778-1849), portraitiste et célèbre copiste des portraits du baron François Gérard. Ce portrait, où Marie-Joséphine de Savoie apparaît dans une robe blanche qui laisse entrevoir son obésité, est remarquable par deux symboles qui y figurent : un fauteuil garni de tissu à motif fleurdelisé et un diadème aux armes de France. Réalisé peu de temps avant le retour sur le trône de son mari en 1814, ce tableau, longtemps non localisé, est réapparu en salle des ventes le 10 juin 2012 chez Osenat, à Fontainebleau.
De même, les funérailles de Marie-Joséphine sont dignes d'une souveraine. Le 26 novembre 1810, un long cortège traverse Londres, comportant pas moins de 10 carrosses avec à leurs bords les membres de la famille royale mais également les ambassadeurs de Sardaigne, d’Espagne, de Portugal et des Deux-Siciles, ainsi que les ministres du gouvernement britannique. Marie-Joséphine est tout d’abord inhumée au sein de l’abbaye de Westminster, avant que sa dépouille ne soit transférée dans la cathédrale de Cagliari, en Sardaigne, l’année suivante.

## Hommages

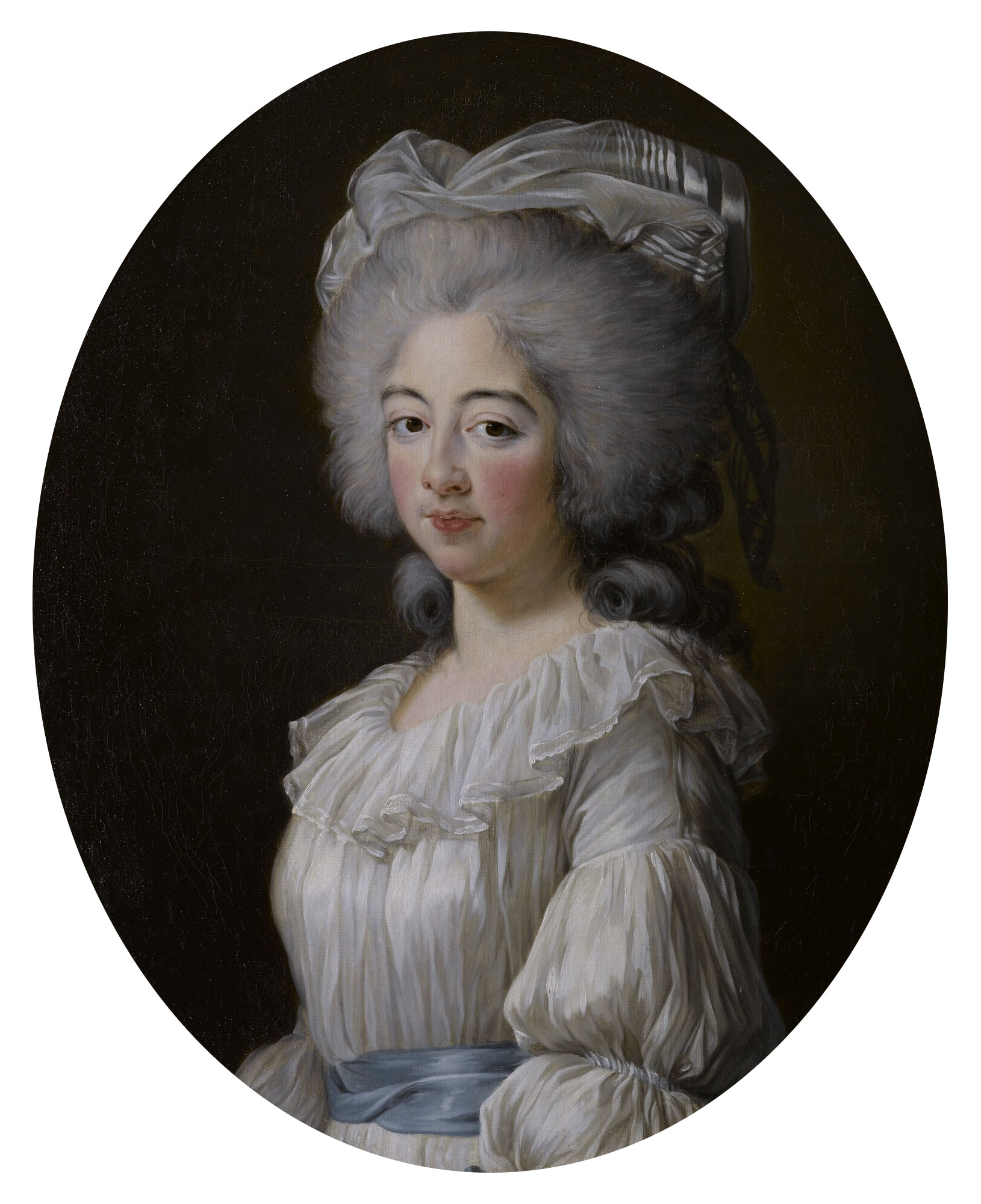
Madame la Comtesse de Provence en robe de gaulle, par Élisabeth Vigée Le Brun.

En 1776, le peintre et graveur turinois Carlo Antonio Porporati, « garde des desseins de S.M. le Roi de Sardaigne » - son père -, lui a dédicacé Adam et Ève devant le corps d’Abel, gravure au burin d'après le tableau d'Adriaen Van der Weerf (musée de Turin), qui faisait partie de la collection royale ; l'estampe (coll. pers.) porte ses armes d’alliance. L'artiste aurait réalisé en 1796 le portrait de sa royale belle-sœur et rivale Marie-Antoinette.
En 1790, est ouverte en son nom la rue Madame, dans l’actuel 6e arrondissement de Paris, voie qui est fusionnée à la rue du Gindre constituant l’ensemble de la rue actuelle.
En 2019, une exposition lui est consacrée à la chapelle expiatoire de Paris. Sont exposés des estampes, lettres, dessins, médaillons, cartes, un portrait (vers 1830) attribué à Marie-Élénonore Godefroid et un autre d'après Élisabeth Vigée Le Brun la montrant vêtue d'une robe dite de gaulle, comme dans le célèbre portrait de Marie-Antoinette.